# Parlamentswahl in Nauru 2007
Die Parlamentswahl in Nauru 2007 fand am 25. August 2007 statt. 

## Vorgeschichte und Ergebnis
Nach der ersten regulären Legislaturperiode ohne Misstrauensvoten seit Jahrzehnten und ohne größere politische Unruhen zog Staatspräsident Ludwig Scotty im Juli 2007 die für Oktober angesetzten Wahlen um zwei Monate vor. Am 25. August 2007 wählte das nauruische Volk ein neues Parlament; erste zuverlässige Resultate wurden Anfang September erwartet. 
Trotz der teils unpopulären Reformpolitik Scottys konnte er gemäß erster Hochrechnungen 15 der 18 Sitze gewinnen. Am 28. August wurde Präsident Scotty im Nauruischen Parlament im Amt bestätigt. Die auf drei Parlamentarier geschrumpfte Opposition um Ex-Präsident René Harris nominierte zuerst Scottys Vize David Adeang für das Amt, der mit der Begründung, es sei kein Spiel, ablehnte. Daraufhin nominierte die Opposition Marcus Stephen, während Adeang Scotty nominierte. Scotty gewann die Wahl schließlich deutlich mit 14 zu 3 Stimmen. Scotty nominierte daraufhin sein gewohntes Ministerkabinett vor der Wahl, mit Adeang als Außenminister und Valdon Dowiyogo als Parlamentssprecher.